# عبد الستار عز الدين الراوي
عبد الستار الراوي باحث وأكاديميّ وسفير عراقي.

## سيرته
عبد الستار عز الدين الراوي من مواليد بغداد سنة 1941، حصل على الدكتوراه من جامعة الإسكندرية بمصر سنة 1977، عين سفيرا للعراق لدى إيران في الفترة من 1998 وحتى 2003 تاريخ الاحتلال الأمريكي للعراق، وقبل عمله كسفير كان أستاذا للفلسفة بجامعة بغداد.

## مؤلفاته
له العديد من المؤلفات منها:
- ثورة العقل : مدرسة بغداد الاعتزالية.
- التصوف والبارسيكولوجي.
- الفكر السياسي الإيراني المعاصر .
- العقل والحرية .
- مناهج البحث في العلوم الطبيعية .

## إسهاماته
له إسهامات فاعلة في تحرير «الموسوعة الفلسفية العربية»... وقمر الكرخ .. سيرة دربونة بغدادية، هذا الكتاب يضم ذكريات الكاتب عن رحلة أبيه عز الدين محمود عبد الدخيل، منذ نشأته وبدايته وظروف التحاقه بالجندية وأهم الاحداث التي مرت به، وظروف تشكل شخصيته وفكره وجوانب من حياته العائلية والشخصية.
شارك في عدد كبير من اللجان المشكّلة في العراق لبحث شؤون تدريس التاريخ وكتابته. كما شارك في عدد كبير من المؤتمرات والندوات العلمية عن التاريخ وما يتّصل به.

## منهاجه
إن منهجه البحثي التاريخي يتميز بالعناصر التالية:
- ارتباط التحليلات وإبرازها جدلياً مع الحوادث والمؤسسات الأخرى.
- إيراده للمادة التي يعتقد بصحتها أو أنها أقرب إلى الصواب.[3]